# الأحداث التي سبقت الحرب العالمية الثانية في أوروبا

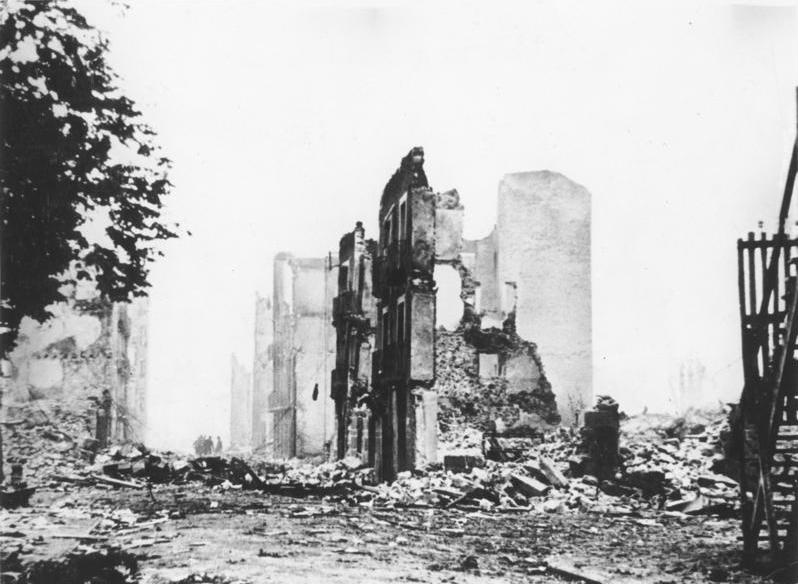

ترتبط الأحداث التي سبقت الحرب العالمية الثانية في أوروبا ارتباطًا وثيقًا بالنزاع بين إيطاليا وألمانيا واليابان، فضلًا عن الكساد الكبير. أدت حركة السلام إلى التهدئة ونزع السلاح.

## بعد الحرب العالمية الأولى
يُنظر إلى الحرب العالمية الثانية عمومًا على أنها متعلقة بشكل كبير بأعقاب الحرب العالمية الأولى، حيث هُزمت الإمبراطورية الألمانية بقيادة فيلهلم الثاني على يد قوى مركزية، وبشكل رئيسي من قبل المملكة المتحدة وفرنسا والولايات المتحدة.
ألقى المنتصرون باللوم على ألمانيا بشكل كامل بصفتها مسببة للحرب بالإضافة إلى جميع الأضرار الناجمة عنها؛ كانت ألمانيا هي التي بدأت الحرب فعليًا بهجوم على فرنسا عبر بلجيكا. تكبدت فرنسا في عام 1871 هزيمة في الحرب الفرنسية البروسية، وطالبت بالتعويض عن الدمار المالي خلال الحرب العالمية الأولى، ما ضمن فرض معاهدات السلام المختلفة، وتحديدًا معاهدة فرساي، وتعويضات حرب مالية قاسية وقيودًا على ألمانيا في أعقاب الحرب العالمية الأولى.
لم يُرفع الحصار البحري البريطاني عن ألمانيا حتى وقعت المعاهدة في نهاية يونيو 1919.

## صعود الفاشية
بعد فشل عدة حكومات ليبرالية في كبح جماح التهديدات، وزيادة الفاشيين من صورتهم العامة من خلال حملات عقابية واضحة للغاية بغرض سحق التهديد الاشتراكي المفترض، دعا ملك إيطاليا فيكتور إيمانويل الثالث بينيتو موسوليني لتشكيل حكومة في 29 أكتوبر 1922. حافظ الفاشيون على جناح شبه عسكري مسلح استخدموه لمحاربة الأناركيين والشيوعيين والاشتراكيين.
في غضون سنوات قليلة، عزز موسوليني سلطته الديكتاتورية وأصبحت إيطاليا دولة بوليسية. في 7 يناير 1935، وقع هو ووزير الخارجية الفرنسي بيير لافال الاتفاقية الفرنسية الإيطالية، التي منحته مطلق الحرية في أزمة الحبشة مع إثيوبيا، مقابل التحالف ضد هتلر. كان هناك القليل من الاحتجاج الدولي. أرسل قوات كبيرة إلى إريتريا وأرض الصومال الإيطالية، وهما المستعمرتان الإيطاليتان المتاخمتان لإثيوبيا.
حاولت بريطانيا التوسط في السلام لكنها فشلت. كان موسوليني مصممًا على الاحتلال. أعلنت بريطانيا حظر الأسلحة على كل من إيطاليا وإثيوبيا، لكنها أخرجت سفنها الحربية من البحر المتوسط، ما سمح لإيطاليا بالدخول دون عوائق. بعد وقت قصير من تبرئة عصبة الأمم للطرفين في أزمة الحبشة، هاجمت إيطاليا إثيوبيا، ما أدى إلى الحرب الإيطالية الحبشية الثانية.
بعد فترة وجيزة من غزو إيطاليا لإثيوبيا، بدأت الحرب الأهلية الإسبانية، التي اعتبرها الكثيرون ساحة اختبار للحرب العالمية الثانية، وقدمت ألمانيا القوات والأسلحة وغيرها من المساعدات إلى قوميي فرانشيسكو فرانكو. بالإضافة إلى تقديم إيطاليا قوات أيضًا. في 7 أبريل 1939، غزت إيطاليا ألبانيا. بعد حملة قصيرة احتلت ألبانيا وانضمت إلى إيطاليا في اتحاد شخصي.

## نشأة ألمانيا النازية
ألقى الحزب النازي بقيادة أدولف هتلر باللوم على قسوة معاهدة فرساي واعتبرها سببًا لاقتصاد ألمانيا المدمر، بالإضافة إلى لومه أخطاء الديمقراطية. في ألمانيا، مثلما هو الحال في النمسا ما بعد النمسا والمجر، يتذكر المواطنون سنوات ما قبل الحرب تحت الحكم الاستبدادي على أنها مزدهرة ولكن سنوات ما بعد الحرب في ظل حكم ديمقراطي ضعيف كانت فوضوية وكارثية اقتصاديًا.
تفاقم الوضع بسبب الكساد الاقتصادي العالمي الذي أعقب انهيار وول ستريت عام 1929. أعاقت الأحزاب اليسارية واليمينية المناهضة للديمقراطية في الرايخستاغ -البرلمان الألماني- العمل البرلماني، بينما لجأت الحكومات المختلفة إلى الحكومة بموجب المادة 48 من دستور فايمار. مكّن هذا الرئيس ومجلس الوزراء من تجاوز البرلمان.
في حين رفضت العديد من الدول المشاركة في الحرب الأهلية الإسبانية -لا سيما بريطانيا وفرنسا- أُرسلت القوات من قبل كل من هتلر وموسوليني لمساعدة القوميين الإسبان، بما في ذلك أولئك الذين لديهم ميول فاشية. ثبت أن الأمر كان مقدمة للعديد من التكتيكات والأساليب المستخدمة في الحرب العالمية الثانية، مثل قصف غيرنيكا، الذي هدف إلى معرفة مدى فعالية قصف المناطق المدنية. لم تكن إسبانيا دولة محاربة خلال الحرب العالمية الثانية -على الرغم من أن المتطوعين الإسبان حاربوا في روسيا- ولكن تكرر تقسيم الحرب الأهلية بين الفاشية والديمقراطية والشيوعية.